# Салас
Салас (ісп. Salas) — муніципалітет в Іспанії, у складі автономної спільноти Астурія. Населення — 5962 осіб (2009).
Муніципалітет розташований на відстані близько 390 км на північний захід від Мадрида, 33 км на захід від Ов'єдо.
Муніципалітет складається з таких паррокій: Алава, Ардесальдо, Боденайя, Камуньйо, Сермоньйо, Корнельяна, Годан, Ідарга, Ла-Еспіна, Ланео, Лавіо, Лінарес, Мальєсіна, Мальєса, Мільяра, Прієро, Салас, Сан-Антолін-де-лас-Дорігас, Сан-Естебан-де-лас-Дорігас, Сан-Хусто-де-лас-Дорігас, Сан-Вісенте, Санта-Еулалія-де-лас-Дорігас, Сантьяго-де-ла-Барка, Сантульяно, Сото-де-лос-Інфантес, В'єскас, Вільямар, Вільясон.

## Демографія
Динаміка населення (INE ):

## Галерея зображень

Розташування муніципалітету
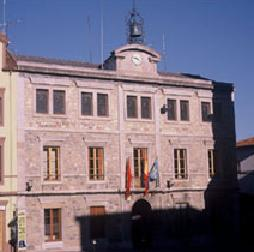
Муніципальна рада